# Jacksonville (Géorgie)
Pour les articles homonymes, voir Jacksonville.
Jacksonville est une ville du comté de Telfair en Géorgie, aux États-Unis.

## Démographie
| 1850 | 1870 | 1960 | 1970 | 1980 | 1990 |
| ---- | ---- | ---- | ---- | ---- | ---- |
| 119  | 40   | 236  | 227  | 206  | 128  |

| 2000 | 2010 | - | - | - | - |
| ---- | ---- | - | - | - | - |
| 118  | 140  | - | - | - | - |